# Elezioni presidenziali in Islanda del 2012
Le elezioni presidenziali in Islanda del 2012 si tennero il 30 giugno.
Il presidente uscente Ólafur Ragnar Grímsson si è candidato per la rielezione dopo aver già svolto quattro mandati. Il suo avversario principale è stata Thóra Arnórsdóttir, giornalista di 37 anni, che lo ha rimproverato di aver esercitato la sua funzione in modo troppo politico e poco consensuale.
Ólafur Ragnar Grímsson è stato rieletto con il 52,5% dei voti mentre Thora Arnorsdottir ha ottenuto il 33,2%. Il quinto mandato ottenuto da Ólafur è un record nel paese.

## Risultati
| Candidati               | Partiti      | Voti    | %     |
| ----------------------- | ------------ | ------- | ----- |
| Ólafur Ragnar Grímsson  | Indipendente | 84 036  | 52,78 |
| Thóra Arnórsdóttir      | Indipendente | 52 795  | 33,16 |
| Ari Trausti Guðmundsson | Indipendente | 13 762  | 8,64  |
| Herdis Thorgeirsdottir  | Indipendente | 4 189   | 2,63  |
| Andrea Ólafsdóttir      | Indipendente | 2 867   | 1,80  |
| Hannes Bjarnason        | Indipendente | 1 556   | 0,98  |
| Totale                  | Totale       | 159 205 | 100   |